# Masse und Macht
Masse und Macht ist das 1960 erschienene philosophische Hauptwerk des Nobelpreisträgers Elias Canetti. Er analysiert und beschreibt darin die Entfesselung des Menschen in der Masse und die Herrschaft soziopathischer Machthaber über Menschenmassen.

## Entstehungsgeschichte
Canettis Zugang zu Massenphänomenen waren seine eigenen, prägenden Massenerlebnisse, die ihn zu dem Gedanken führten, dass es im Menschen einen Massentrieb gibt, der im Widerstreit zum Persönlichkeitstrieb steht. Rückblickend schrieb er in seiner Lebensgeschichte: „Daß etwas die Menschen dazu zwinge, zu Masse zu werden, schien mir offenkundig und unwiderlegbar, daß die Masse zu Einzelnen zerfiel, hatte nicht weniger Evidenz, ebenso daß diese Einzelnen wieder Masse werden wollten. [...] Was die Masse aber selbst wirklich war, das wußte ich nicht, es war ein Rätsel, das zu lösen ich mir vornahm.“
Die Entstehungsgeschichte von Masse und Macht beginnt 1922 zu Anfangszeiten der Weimarer Republik. Anlässlich eines Demonstrationsmarsches nach der Ermordung des deutschen Außenministers Walther Rathenau hat der junge Elias Canetti sein erstes Massenerlebnis. Noch prägender sind ein Jahr später die erniedrigenden Erfahrungen der Inflation, von denen er rückblickend in Masse und Macht schreibt: „Die Inflation ist ein Massenphänomen im eigentlichsten und engsten Sinne des Wortes. [...] In diesem Vorgang findet sich jene Eigenschaft wieder, die ich als besonders wichtig und auffallend bezeichnet habe: die Lust am rapiden und unbegrenzten Wachstum. Aber dieses Wachstum ist ins Negative gewendet.“
Gegen den eigenen Willen von einer Entwicklung mitgerissen zu werden, dieses Gefühl kehrte vier Jahre später in Wien leibhaftig zu Canetti zurück. Während des Arbeiteraufstandes am 15. Juli 1927 (Wiener Justizpalastbrand) wird er als eigentlich Unbeteiligter vom Strom der Demonstranten mitgerissen. Jahrzehnte später erinnerte er sich wie folgt an diesen Aufstand: „Es sind 53 Jahre her, und die Erregung dieses Tages liegt mir noch heute in den Knochen. Ich wurde zu einem Teil der Masse, ich ging vollkommen in ihr auf, ich spürte nicht den leisesten Widerstand gegen das, was sie unternahm.“
Nach dem Anschluss Österreichs an Nazideutschland und Hitlers Einmarsch in Wien flüchtete Canetti ins Exil nach London. Er erlegte sich ein Verbot weiterer schriftstellerischer Tätigkeit auf und widmete sich ganz seiner Arbeit zu Masse und Macht. Zehn Jahre nimmt das Quellenstudium in Anspruch, erst 1948 beginnt er mit der Niederschrift. Weitere elf Jahre vergehen, bis Canetti Masse und Macht 1959 fertigstellt und es 1960 veröffentlichen kann.
Masse und Macht ist nicht nur Canettis Hauptwerk, sondern war seine Obsession, an der er über zwanzig Jahre arbeitete. Es ist angesiedelt zwischen Anthropologie, Sozialpsychiatrie, Soziologie, Ethnologie, Philosophie und Mythenüberlieferung. Canetti vermeidet den von Gustave Le Bon und Sigmund Freud geprägten Begriff der klassischen Massenpsychologie und teilt auch nicht deren negative Betrachtungsweisen. Die von Le Bon und Freud dargestellte Regression des Verstandes auf das Niveau von Wilden (Le Bon) ist für Canetti kein Argument gegen die Masse, sondern ein Erkenntnismittel, mit welchem er sich anhand einzelner Mythen von Naturvölkern einen weiteren Zugang zur Masse eröffnete. Der Eintritt in eine Masse befreit den Einzelnen von seinen Ich-Grenzen und führt zu einem Zustand, den Canetti als anthropologischen Trieb versteht. Für Canetti ist Freuds psychoanalytische Analyse der Massenphänomene völlig unzureichend, da dieser nicht zwischen spontanen Massenbewegungen und hierarchisch strukturierten Gruppen unterscheidet. Auch die von Freud hervorgehobene Libido-Bindung an den Führer sieht Canetti nicht als eine ausreichende Erklärung für autoritäre Herrschaftsstrukturen.
Masse und Macht leistet eine besondere, feinfühlige Betrachtung kollektiver Vorgänge und Herrschaftsstrukturen. Gerade in den bildhaften Übersetzungen der Masse-Erscheinungen und der sie beherrschenden Führermacht liefert dieses Werk erhellende Einsichten. Canetti, der Ideologien verabscheut, teilt seine Weltanschauung nicht offen mit. Erkenntnis muss der mündige Leser selbst gewinnen. So wie sich Canetti der Masse immer wieder neu nähert, muss dieses Werk auch immer wieder neu erschlossen werden.

## Masse
Das Buch beginnt mit der Behauptung: „Nichts fürchtet der Mensch mehr als die Berührung durch Unbekanntes. […] Es ist die Masse allein, in der der Mensch von seiner Berührungsfurcht erlöst werden kann.“ Nicht nur Empathie charakterisiere den Menschen, sondern auch die Furcht vor der Berührung anderer Menschen. Befinde sich der Mensch in der Öffentlichkeit, verlangten zufällige Berührungen mit anderen Menschen nach einer Entschuldigung. Stehe der Mensch im Aufzug, dränge er sich in eine Ecke, um nicht in Kontakt mit den Anderen zu geraten. Und das Einschließen in die Häuser sei nichts anderes als ein Versuch des Menschen, sich dem bedrohlichen Fremden in der Welt zu entziehen.
Einzig in der Masse, diesem von „Affekten“ geleiteten Gebilde, verliere der Mensch seine Furcht vor Berührungen und in extremen Situationen sogar die Angst vor dem Tod. In der Masse könne es zu einem Zustand der „Entladung“ kommen, zu einem Moment, an dem alle „ihre Verschiedenheiten loswerden und sich als gleiche fühlen“. Der Verlust jeder Individualität werde dabei als befreiender Akt betrachtet, da der Einzelne nicht mehr alleine der chaotischen Welt gegenüber stehe. Dies verschafft erhebliche Erleichterung, ist jedoch kein dauerhaftes Gefühl, da sich die Betroffenen schon bald wieder isoliert fühlen. Jetzt, da sich alle gleich fühlten, sei die Furcht vor dem Fremden innerhalb der Masse zwar aufgehoben, doch das Andersartige der Welt da draußen werde der Masse umso deutlicher bewusst. Das Andersartige gefährde das „Überleben“ der Masse, da es Alternativen zu dem Zustand der Gleichheit aufzeige. Und so sei die auffälligste Eigenschaft einer Masse die „Zerstörungssucht“. Um ihr eigenes Überleben zu sichern, wolle sie das Andere vernichten.

## Vielfältige Massenphänomene
In Masse und Macht beschreibt Elias Canetti vier allgemeingültige Eigenschaften der Masse, die er aus archaischen Verhaltensweisen in Menschengruppen ableitet, für die er den Begriff „Meute“ verwendet:
1. Die Masse will immer wachsen.
2. Innerhalb der Masse herrscht Gleichheit.
3. Die Masse liebt Dichte.
4. Die Masse braucht eine Richtung.

Die Masse an sich existiert nicht. Massen sind entweder mit Todesdrohungen verbundene „Jagd- oder Fluchtmassen“ oder lebensbejahende, euphorisierende „Festmassen“. Die Masse flieht vor äußeren Gefahren als „Fluchtmasse“ oder erhebt sich zum Beispiel als „Umkehrungsmasse“ revolutionär gegen bestehende Unterdrückung. Massen sind vielfältig und nicht immer real. In „Doppelmassen“ stehen bildhaft beispielsweise Frauen den Männern, die Jungen den Alten, Außenseiter den Etablierten oder auch die Lebenden der Masse der Toten ohnmächtig gegenüber. Die Doppelmasse besteht aus zwei Massen, die einander gegenüberstehen, sich gegenseitig begrenzen, wobei die eine das Identitätsgefühl der anderen festlegt und sich auf diese Weise gegenseitig in einem gemeinsamen Werk der Zerstörung ergänzt. Den Toten will man nicht angehören. Man ehrt und besänftigt sie, ruft sie um Hilfe an, fürchtet ihre Rache oder triumphiert ggf. mit jedem neuen Lebenstag über den Tod und die Masse der Toten.
Canetti dehnt seine Masse-Untersuchung im Verlauf von Masse und Macht auf imaginäre „kollektive Erscheinungen aus, die bei Menschen Massenempfindungen hervorrufen“. Diese Erscheinungen, die lustvolle, wie abstoßende Macht- und Ohnmachtsgefühle auslösen können, nennt   Canetti „Massensymbole“. Zu diesen Symbolen zählt er für Menschen faszinierende Erscheinungen in der Natur, wie Feuer (vom Funken über Flammen zum Inferno), Wasser (vom Tropfen über den Regenguss zum Fluss und Meer) oder Wald (vom Ast über Gebüsch und Bäume zum Urwald), aber auch soziale Phänomene, wie Kunst (vom Kult- oder Kunstobjekt über die Sammlung zum Kunstschatz) oder Geld (von der Münze über das Sparguthaben zum Geldschatz). Spezifische Massensymbole finden sich ferner bei den einzelnen Nationen wieder. Eine Nation ist für Canetti weder über ihre Sprache, noch über ihr Territorium oder ihre Kultur oder ihre Geschichte definiert. In einer Nation sieht Canetti vielmehr eine Religion. Die Vorstellungen und Gefühle, die eine Nation von sich habe, seien als Massensymbole in tiefere Bewusstseinsebenen der Masse eingedrungen. Ein Massensymbol der Deutschen war für Canetti bis zu dessen totaler Niederlage im Zweiten Weltkrieg das Heer. „Aber das Heer war mehr als das Heer: es war der marschierende Wald.“
Im Gegensatz zu Freuds und Le Bons Analysen benötigt die Masse bei Canetti keinen Führer. Bindet ein Machthaber eine Masse trotzdem an sich, ist die Libidobindung an den Führer kein primärer Grund für ihren Zusammenhalt, so Canetti, sondern ein „erst aus der Erstehung der Masse hervorgegangenes Phänomen.“ Der „positiven“ Bindung an den Machthaber durch Hypnose oder Libido stellt Canetti eine „negative“ Bindung entgegen: die Todesdrohung.

## Macht
Masse und Macht ist auch ein Buch über den Faschismus und den damit verbundenen Führerkult, obwohl Canetti diese Begriffe vermeidet. Canetti will nicht den Nationalsozialismus als Zivilisationsbruch erklären, er will elementare Machtstrukturen in totalitären Systemen aufdecken. Die Person Hitlers ist für ihn kein einzigartiges Phänomen, sondern lediglich ein Typ unter anderen.
In totalitären Systemen ist die Macht in der Hand des Machthabers gebündelt. Für Canetti ist Macht eine Chiffre für Gewalt. So schreibt er in Masse und Macht, dass die Macht sich in ihrem archaischen Moment als „Augenblick des Überlebens“ offenbare, immer dann wenn ein Lebender triumphierend einem Toten gegenüberstehe.
Machtbesitz bedeutet Überleben. Das Recht, über Leben und Tod zu entscheiden, ist folgerichtig das sicherste Instrument zur Macht- und Lebenserhaltung. Dieses Instrument des Schreckens, so Canetti, komme in totalitären Systemen nun als Recht daher und verleihe dem Diktator den Anschein einer Gottesähnlichkeit.
Doch ein Diktator ist kein Gott. Stattdessen definiert Canetti ihn als paranoiden Machthaber. Die Wahrung seiner Macht sei ihm das Wichtigste und gleichzeitig sei in ihm das permanente Gefühl der Bedrohung präsent. Die Masse seiner Untertanen könne der paranoide Machthaber nur dadurch unter Kontrolle halten, dass er exzessiv über ihr Leben und ihren Tod entscheide. „Seine sichersten, man möchte sagen seine vollkommensten Untertanen sind die, die für ihn in den Tod gegangen sind“ – ob im Krieg, in Schauprozessen oder in Vernichtungslagern.

## Die Macht der Befehle
Die Herrschaft eines Machthabers äußert sich in seinen Befehlen. Und der Mensch, so sieht es Canetti, sei nicht nur „von klein auf an Befehle gewöhnt, aus ihnen besteht zum guten Teil, was man Erziehung nennt; auch das ganze erwachsene Leben ist von ihnen durchsetzt, ob es nun um die Sphären der Arbeit, des Kampfes oder des Glaubens geht“. Canetti, der sich selbst als Erwachsener nie ganz von der autoritären Macht seiner Mutter hat befreien können, sieht im Befehl und dessen Ausführung die natürliche Verhaltenskonstante – für Canetti ist der Befehl etwas Grundlegendes, etwas, was älter als die Sprache ist. Wird ein Befehl erteilt und verstanden, so wird die Handlung, die auf ihn folgt, vom Handelnden als fremd empfunden. Sie ist ihm auferlegt worden. Der Handelnde spürt die Macht, die im Befehl liegt. Für Canetti bedeutet Macht im übertragenen, alles umfassenden Sinn auch über Leben und Tod entscheiden zu können. In jedem Befehl schwinge daher anthropologisch begründet eine ursprüngliche Todesdrohung mit. Totalitäre Machtsysteme basieren auf dem Gesetz des Stärkeren und Umkehrungen dagegen sind deswegen so schwierig, weil die Ausführung eines Befehls im Verhaltensmuster des Menschen elementar verankert ist. Was aber macht einen Befehl so unumstößlich?
Um die Abhängigkeit des Menschen vom Befehl zu verstehen, zerlegt Canetti den Befehl in einen „Antrieb und einen Stachel“. Der Antrieb, die Angst vor der Bestrafung, erzwingt beim Menschen die Ausführung des Befehls. Danach bleibt im Inneren des Menschen ein Befehlsstachel als „Fremdkörper“ zurück. In diesem schmerzenden Stachel erhält sich die Erinnerung an den von außen angeordneten Befehl. Da die Stacheln Fremdkörper sind, trachten die Menschen nach deren Auflösung. Die Auflösung eines Stachels könne nur durch die Umkehrung der ursprünglichen Befehlssituation bewirkt werden, dann wenn der Befehlsempfänger denselben Befehl als Befehlsgeber weitergibt. Eine Machtspirale, die sich immer weiter nach unten zieht bis zum endgültigen Opfer, welches niemanden mehr hat, an den es den Befehl weitergeben kann. Den Verletzungen des Befehlsstachels kann der Befehlsempfänger nur entgehen, wenn er den damit verbundenen Auftrag unmittelbar weitergibt oder erledigt, in die „geforderte Tat“ umsetzt, so wie z. B. ein Bogenschütze auftragsgemäß den Pfeil abschießt und das befohlene Ziel trifft.
Nicht aufgelöste Befehlsstachel können zur pathogenen Selbstverleugnung und zu psychischen Erkrankungen führen: „Es ist bekannt, daß Menschen, die unter Befehl handeln, der furchtbarsten Taten fähig sind. Wenn die Befehlsquelle verschüttet ist, und man sie zwingt, auf ihre Taten zurückzublicken, erkennen sie sich selber nicht“. Mit anderen Worten, ist der Machthaber tot, bleibt der Masse nur die kollektive Selbstverleugnung. Weniger dramatisch, für die Psyche und Gesundheit der einzelnen Betroffenen aber ebenso folgenreich sind Verletzungen, die sich durch "unauflösbare Befehlsstachel" z. B. bei fremdbestimmter Arbeit und sonstigen befohlenen Handlungen aufaddieren oder sogar multiplizieren.

## Ausgaben
- Claassen, Hamburg 1960; 5. A. ebd. 1992, ISBN 3-546-00012-9.
- Hanser, München 1973, ISBN 3-446-11746-6 (Band 1), ISBN 3-446-11747-4 (Band 2).
- Fischer Taschenbuch, Frankfurt am Main 1980, ISBN 3-596-26544-4.
- Büchergilde Gutenberg, Frankfurt am Main 1982; ebd. 1988, ISBN 3-7632-2664-8.
- Hanser, München 1994, ISBN 3-446-17019-7 (= Gesammelte Werke, Band 3).
- Lesung von 1959 (NDR) mit Elias Canetti. 3 Audio-CDs. Hoffmann und Campe, Hamburg 2003, ISBN 3-455-32017-1.